# 布伦特伍德 (新罕布什尔州)
布伦特伍德（英語：Brentwood）位于美国新罕布什尔州东南部，是羅京安郡的县治所在，面积44平方公里。根据2020年美國人口普查，共有4,490人。